# Музей русского патриаршества
Арзамасский музей русского патриаршества — единственный музей, экспозиции которого целиком посвящены жизни русских патриархов. Расположен в центре Арзамаса на Соборной площади. Совместный проект Нижегородского государственного историко-архитектурного музея-заповедника, филиалом которого является, и Нижегородской митрополии Русской православной церкви. Был открыт 1 августа 2013 года.

## Коллекция
Коллекция музея посвящена жизни и деятельности русских патриархов Никона и Сергия, уроженцев Нижегородской земли, а также патриархов Русской православной церкви XX — начала XXI веков: Алексия I, Пимена, Алексия II и Кирилла. В музее представлены современные копии и подлинные вещи патриархов. Коллекция рассказывает о деятельности Русской православной церкви и её предстоятелей в советский период, когда Церковь подвергались жестоким гонениям.

## Здание музея
До июля 2023 года музей размещался в уникальном здании городового магистрата Арзамаса (1721 г.) по адресу Соборная площадь, дом 1А. Это единственное в России не перестроенное административное здание той эпохи. В ночное время здание подсвечивается. Раньше в этом здании располагались магазины.
В связи с масштабной реконструкцией исторической части города и Воскресенского собора музей был перенесен в подклет храма, где и открылся для посетителей в конце июля 2023 года. Экспозиция музея была значительно расширена, в неё добавлен раздел, посвящённый истории собора.